# Daniela Ryf
Daniela Ryf (Solothurn, 29 mei 1987) is een Zwitsers triatleet.
In 2004 werd ze Europees Kampioen bij de junioren op de sprintafstand, een titel die ze een jaar later wist te prolongeren. In 2008 werd ze wereldkampioene op de olympische afstand bij de klasse O23. In 2010 behaalde ze in Seoul haar eerste overwinning bij de elite-klasse.
In 2008 nam Ryf deel aan de olympische afstand op de Olympische Zomerspelen van Peking, waar ze een zevende plaats behaalde. In 2012 deed ze wederom voor Zwitserland mee aan de Olympische Zomerspelen van Londen, en kwam ze tot de 40e plek.
Op de Ironman Hawaï 2015 werd Ryf wereldkampioen, een prestatie die ze drie maal prolongeerde, in 2016, 2017 en 2018.
In 2015 en 2018 werd ze verkozen tot Schweizer Sportlerin des Jahres.

## Titels
- Wereldkampioene Ironman - 2015, 2016, 2017, 2018
- Wereldkampioene Ironman 70.3 - 2014, 2015, 2017, 2018, 2019